# Gribaja
Gribaja är ett vattendrag i Bosnien och Hercegovina.   Det ligger i entiteten Federationen Bosnien och Hercegovina, i den centrala delen av landet, 70 km norr om huvudstaden Sarajevo.
I omgivningarna runt Gribaja växer i huvudsak lövfällande lövskog. Runt Gribaja är det ganska tätbefolkat, med 83 invånare per kvadratkilometer.